# Yoshitaka Funakoshi
Yoshitaka/Gigō Funakoshi (船越義豪, Funakoshi Gigō/Yoshitaka) foi um mestre de caratê. Era o terceiro filho do mestre Gichin Funakoshi, criador do estilo Shotokan. Praticava, além do caratê de seu pai, outra arte marcial japonesa, o kendo. Mas ao lado de seu pai que deixou as maiores contribuições, modificando sobremaneira o estilo, a tal ponto que se tornou bastante diverso daquele que era sua raiz: dos estilos Shuri-te e Shorin-ryu herdou as técnicas lineares, pelo que priorizou o treino de posturas mais baixas.

## Contribuições
Porque Gigo tinha maior contacto com influências nipônicas e, bem assim, era mais aberto a outros conhecimentos que não somente os tradicionais desde Okinawa, incorporou novos métodos e conceitos dentro da escola de caratê paterna. E isso sucedeu de tal forma que cambiou completamente o estilo Shotokan: originalmente, as posturas eram altas e relaxadas com golpes à curta distância, dava-se maior importância ao treino repetitivo dos kata e às técnicas executadas com as mãos (imobilizações, projeções, defesas, pancadas e socos); depois de Gigo, não somente o estilo Shotokan alterou-se mas o próprio caratê, cujo aspecto do desenvolvimento físico foi realçado e «novos» golpes passaram ser a treinados.
Gigo introduziu ou aperfeiçoou, desde conceitos originários do kendo, a meia-guarda, ou hanmi, na execução das defesas e na postura adoptada nos enfrentamentos, como forma de melhor aproveitar a energia do golpe e diminuir a área de contacto com o contendor, respectivamente. O chutes deixariam de ser apenas frontais e baixos para laterais, giratórios, circulares e à retaguarda, executados à qualquer altura.